# Titanacris picticrus
Espèce
Synonymes
- Lophacris picticrus Descamps, 1978

Titanacris albipes est une espèce d'insectes orthoptères de la famille des Romaleidae.

## Distribution
Cette espèce se rencontre en Guyane et au Brésil.
Elle se rencontre dans la forêt tropicale.

## Description
Ce sont des criquets de grande taille, ils diffèrent de ceux du genre voisin Tropidacris par la crête qui partage longitudinalement le pronotun entier alors qu'elle n'existe que sur la moitié antérieure de ce dernier chez Tropidacris.

## Liste des sous-espèces
Selon Orthoptera Species File (21 juillet 2018) :
- Titanacris picticrus marginalis Descamps & Carbonell, 1985
- Titanacris picticrus picticrus (Descamps, 1978)

## Systématique et taxinomie
Cette espèce a été décrite sous le protonyme Lophacris picticrus par l'entomologiste français Marius Descamps en 1978. Le mâle holotype est déposé au Muséum national d'histoire naturelle. 

## Publications originales
- Descamps, 1978 : Étude des écosystèmes Guyanais 3. - Acridomorpha dendrophiles (Orthoptera Caelifera). Annales de la Société Entomologique de France, vol. 14, no 3, p. 301-349.
- Descamps & Carbonell, 1985 : Revision of the Neotropical arboreal genus Titanacris (Orthoptera, Acridoidea, Romaleidae). Annales de la Societe Entomologique de France, vol. 21, no 3, p. 259-285.